# Escama rostral

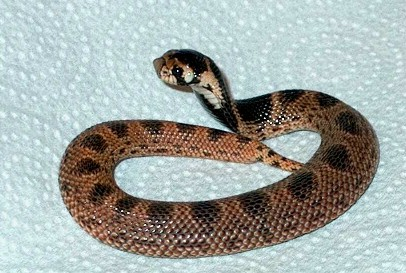
La cobra nariz de escudo (género Aspidelaps) tiene una escama rostral muy ampliada.

La escama rostral, o rostral, en serpientes y otros reptiles con escamas es el  placa mediana en la punta de la boca que bordea la abertura oral. Ella corresponde a la escama mental en la mandíbula inferior. El término se debe al rostro o nariz. En serpientes, la forma y tamaño de esta escama es uno de los muchos caracteres que se usan para diferenciar especies entre sí.

## Escamas relacionadas
- Escama nasorostral
- Escama mental
- Escama labial